# یادوونگکی (استان لهستان کوچک‌تر)
یادوونگکی (به لاتین: Jadowniki) یک روستا در لهستان است که در گمینا بژسکو واقع شده‌است. یادوونگکی ۵٬۰۱۴ نفر جمعیت دارد.